# كريس بيري (لاعب غولف)
كريس بيري (بالإنجليزية: Chris Perry)‏ هو لاعب غولف أمريكي، ولد في 27 سبتمبر 1961 في إدنتون في الولايات المتحدة.

## وصلات خارجية
- كريس بيري على موقع رابطة لاعبي الغولف المحترفين (الإنجليزية)
- كريس بيري على موقع رابطة اليابان للاعبي الغولف المحترفين (الإنجليزية)
- كريس بيري على موقع التصنيف العالمي الرسمي للغولف (الإنجليزية)